# Shifra Shvarts

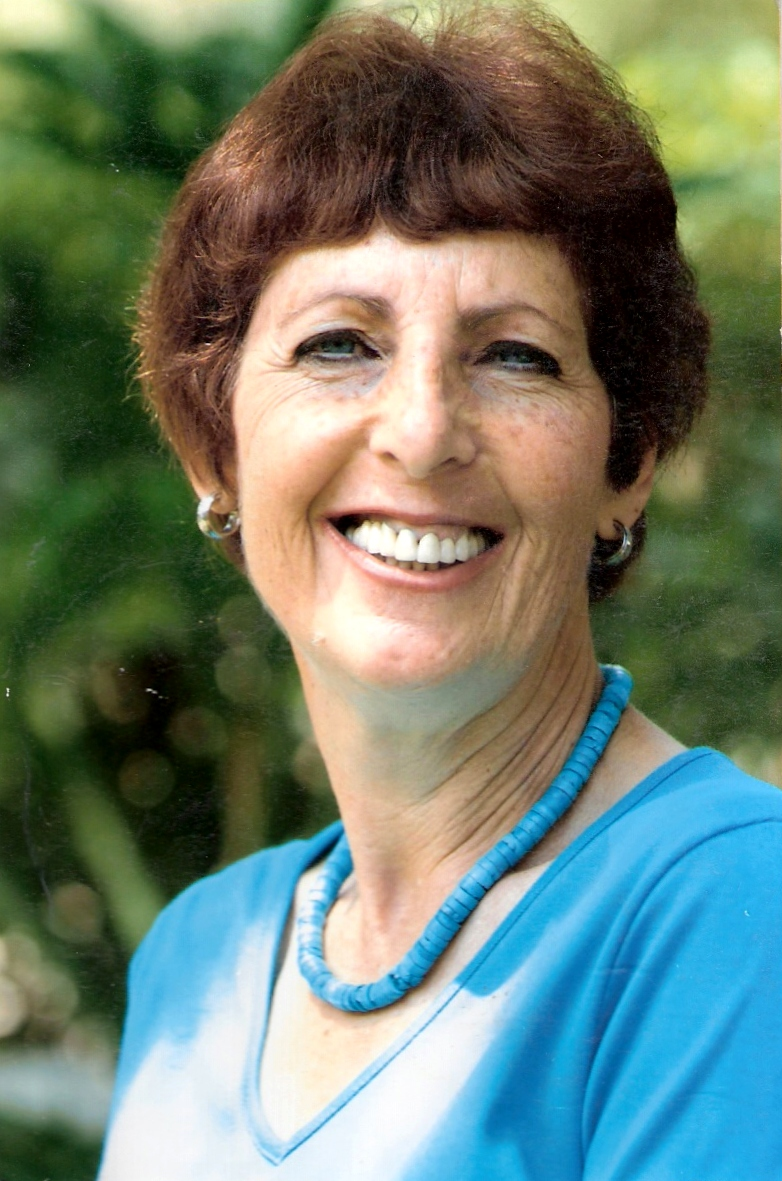
Shifra Shvarts

Shifra Shvarts (hebräisch שִׁפְרָה שְׁווַרְץ; geboren im Jahr 1949) ist eine israelische Medizinhistorikerin und Professorin am Moshe-Prywes-Zentrum für medizinische Ausbildung, Fakultät für Gesundheitswissenschaften der Ben-Gurion-Universität im Negev. Sie ist außerdem stellvertretende Generalsekretärin der Internationalen Gesellschaft für Medizingeschichte. Ihre Forschungen konzentrieren sich auf die Geschichte und Entwicklung des israelischen Gesundheitssystems.

## Frühes Leben
Shifra Leider-Shvarts wurde in Tel Aviv geboren. Ihre Eltern sind Yechezkel Leider und Batya Ben Efraim. Sie wuchs in Aschqelon auf und zog im Jahr 1962 nach Beʾer Scheva.

## Beruflicher Werdegang
Shvarts erwarb ihren Bachelor in Geschichte und Geographie, ihren Master in Geschichte, und ihren Doktortitel in Gesundheitswissenschaften an der Ben-Gurion-Universität in Beʾer Scheva. Von 1993 bis 1994 studierte sie Gesundheitsgeschichte und Gesundheitsmanagement an der „School of Medicine and Dentistry“ in Rochester (New York). Seit 1995 gehört sie zum wissenschaftlichen Personal der Fakultät für Gesundheitswissenschaften der Ben-Gurion-Universität. In den Jahren 1996 – 1998 hatte sie die Position des Generalsekretärs der Israelischen Gesellschaft für Medizingeschichte inne. Zwischen 2001 und 2004 fungierte Shvarts als Leiterin der Abteilung für Gesundheitsmanagement an der Ben-Gurion-Universität. Sie gehört seit dem Jahr 2002 zum Management-Team und ist ein Vorstandsmitglied des „Israel National Institute for Health Policy Research“ des „Gertner Institute for Epidemiology and Health Policy Research“, des "Sheba Medical Centers" in Ramat Gan. Seit 2004 ist sie außerdem wissenschaftliche Mitarbeiterin des Prywes-Zentrums für medizinische Ausbildung. Im Jahr 2011 wurde sie zum Professor der Fakultät für Gesundheitswissenschaften der Ben-Gurion-Universität ernannt. Zusätzlich arbeitet sie als Forscherin im „Gertner Institute“, konzentriert auf die Entwicklung des israelischen Gesundheitssystems.
Im Jahr 2008 wurde sie zur Generalsekretärin der Internationalen Gesellschaft für Medizingeschichte gewählt. Seit 2014 fungiert sie als stellvertretende Geschäftsführerin der Gesellschaft und Wirtschaftsredakteur des medizinischen Fachmagazins „Vesalium“.

## Forschung
Shifra Shvarts gilt als Pionierin in der Erforschung der Entwicklung der israelischen Gesundheitsorganisationen. Ihre Forschungen bezüglich der Entwicklung des Beschäftigungsmodells für Ärzte und des Nationalen Krankenversicherungsgesetzes, resultierten in bedeutenden Erkenntnissen bezüglich des israelischen Gesundheitssystems und wurden im Amorai-Bericht, der sich mit der Arbeit der Ärzte in Israels Gesundheitssystems befasst, aufgeführt.
Shvarts hat bis jetzt zehn Bücher geschrieben, vier als alleinige Autorin und sechs weitere in Zusammenarbeit mit anderen Forschern. Ihr Buch „Kupat Holim, Histadrut, die Regierung” (Verlag “Ben Gurion Heritage Institute”, 2000) gewann den Einhorn-Preis für medizinische Veröffentlichungen auf Hebräisch. In ihren Büchern untersucht Shvartz die politische und organisatorische Situation im Israel der 1920er und 1930er Jahre. Die damaligen politischen und wirtschaftlichen Akteure – namentlich die israelische Regierung, Kuppot Cholim (israelische Krankenkassen), Histadrut (israelischer Gewerkschafts-Dachverband), Ärztekammer, und die Gewerkschaft der Krankenschwestern, haben die Entwicklung maßgeblich beeinflusst, und ihre Einflüsse bilden auch den Schlüssel zum Verständnis des gegenwärtigen Systems.
Im vergangenen Jahrzehnt hat sich Shvarts auf die Geschichte der Röntgen-/Strahlentherapie gegen Tinea capitis (Pilzbefall der Kopfhaut) in Israel und im Ausland konzentriert, vgl. Ringelflechte-Affäre.

## Werke
- The Workers' Health Fund in Eretz Israel. Band 13 von Rochester studies in medical history. The University of Rochester Press, 2002. ISBN 978-1-58046-279-2
- Health and Zionism: The Israeli Health Care System, 1948-1960. The University of Rochester Press, 2008, ISBN 978-1-58046-279-2